# Massatoerisme

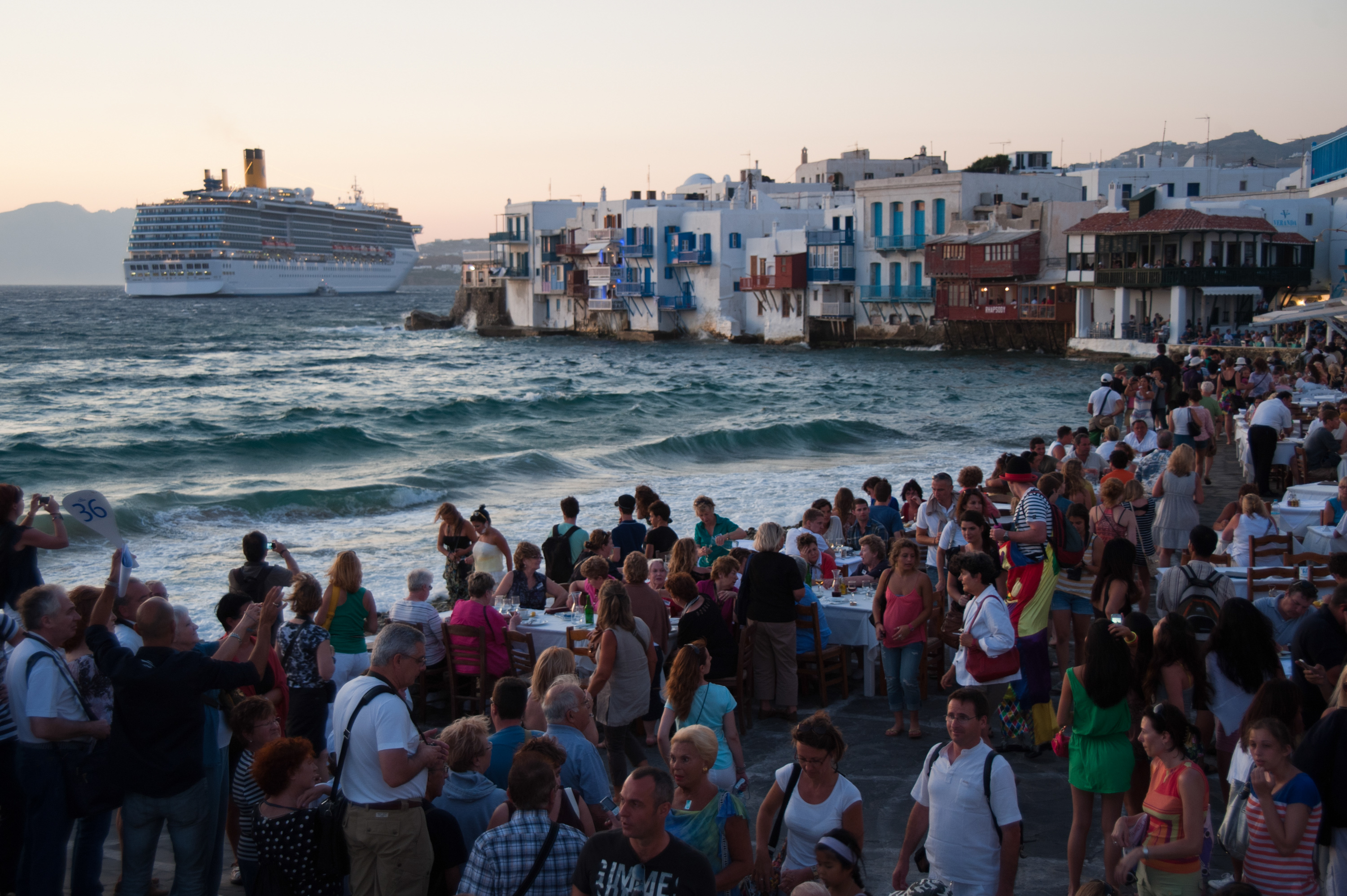
Massatoerisme op het Griekse eiland Mykonos

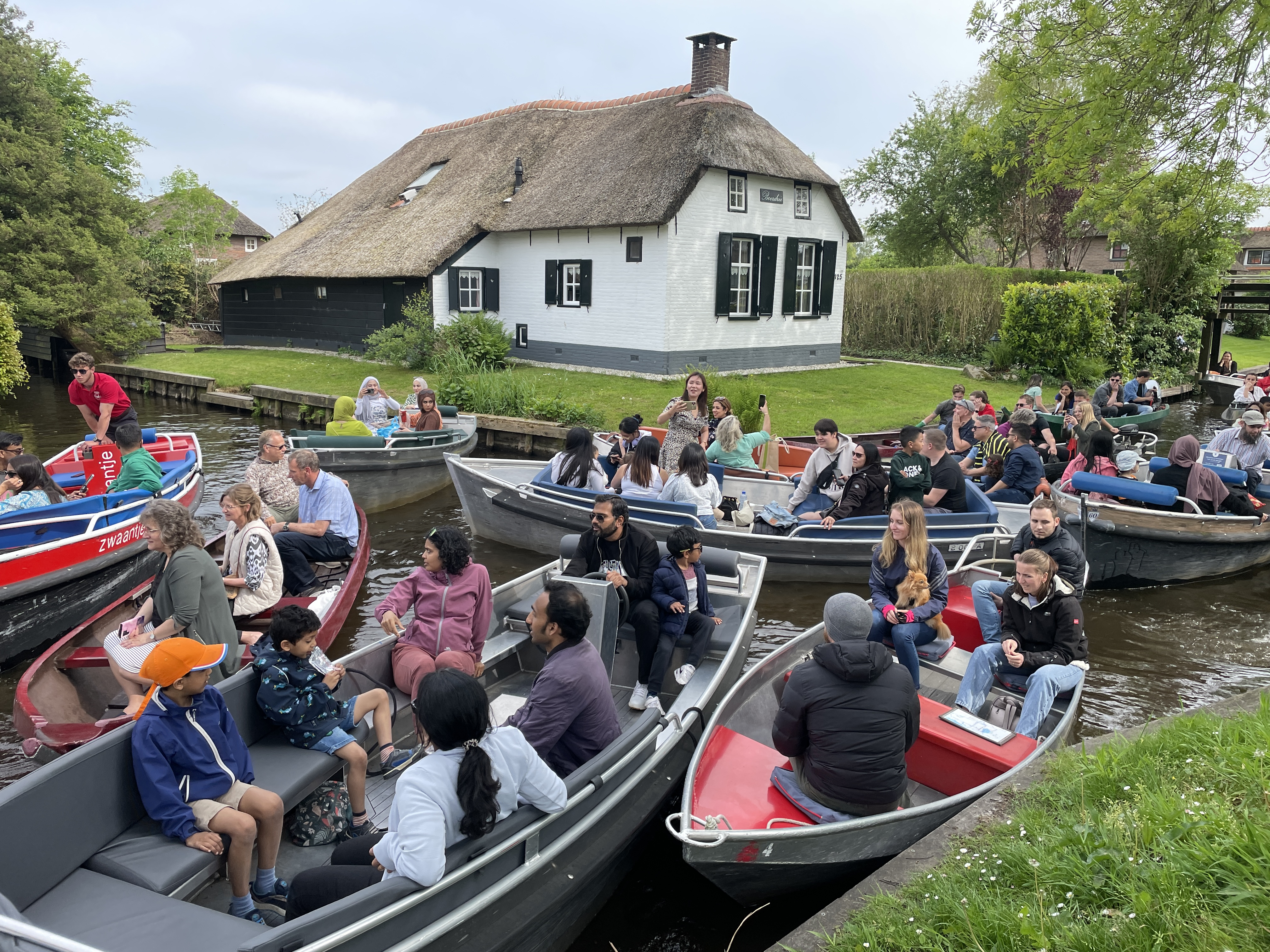
Toerisme in Giethoorn (2024)

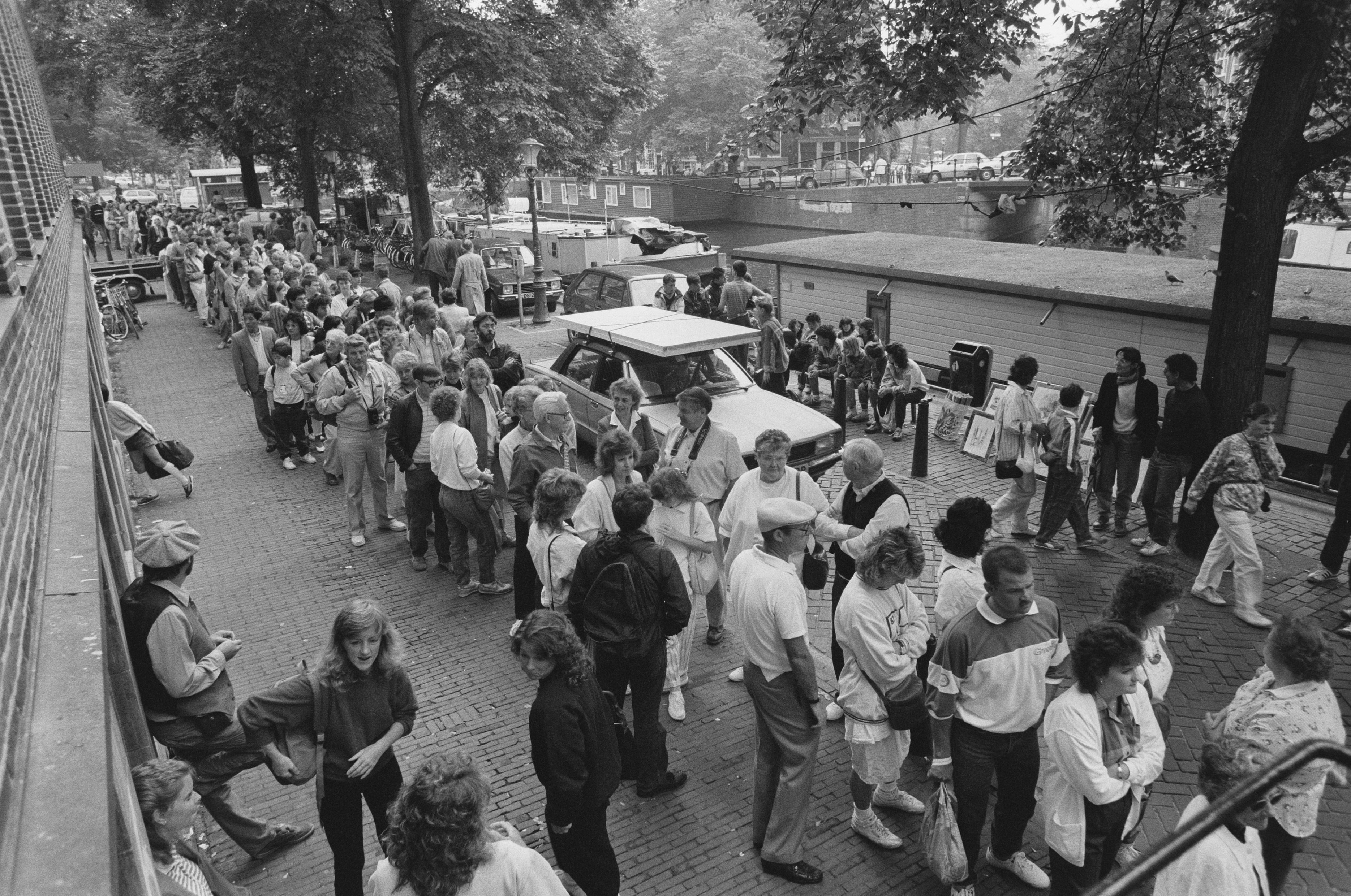
Massatoerisme bij het Anne Frankhuis in Amsterdam (1987).

Massatoerisme is een vorm van toerisme waarbij veel mensen tegelijk een attractie bezoeken. Het kwam op in de jaren 1960, toen steeds meer mensen in het Westen over geld en vrije tijd beschikten en het aanbod van goedkoop (groeps)vervoer groeide, met bussen, treinen en vliegtuigen. In bepaalde gebieden en steden ontwikkelden zich ook hotels die relatief veel voorzieningen en groepsactiviteiten aanboden.

## Nadelen
Doordat men massaal naar dezelfde plaatsen reist, kunnen milieuproblemen ontstaan, bijvoorbeeld door het bouwen van hotels, verbruik van grondwater en vervuiling met afvalwater. Ook het reizen zelf is niet goed voor het milieu (uitstoot van kooldioxide en aanleg van vliegvelden en wegen). Op lange termijn kan dit ervoor zorgen dat een gebied minder aantrekkelijk wordt en daardoor in financiële problemen raakt. Ook kan massatoerisme een enorme invloed hebben op de lokale cultuur en een eenzijdige economie opleveren. Bovendien kunnen de oorspronkelijke bewoners verjaagd worden uit de regio omdat zij plaats moeten maken voor voorzieningen zoals huisvesting voor toeristen. Openbaar vervoer wordt gebruikt door toeristen waardoor locals er nog moeilijk gebruik van kunnen maken. 
In de eerste decennia van de 21e eeuw kregen steeds meer gebieden en steden die vaak al populaire bestemmingen waren, te maken met een enorme groei van het toerisme. Voorbeelden zijn Amsterdam, Venetië, Praag, Barcelona, Giethoorn, Dubrovnik, bepaalde kuststeden op het Spaanse vasteland en de Balearen, Griekse regio's en Amerikaanse nationale parken. Zij ondervonden op verschillende manieren de nadelen van massatoerisme, zoals een enorme stijging van woningprijzen, overvolle historische centra of natuurgebieden, het vertrek van veel oorspronkelijke bewoners en watertekorten. De toename van verhuur van vakantiewoningen via Airbnb verstoort de woningmarkt. Reizen wordt alsmaar gangbaarder en goedkoper, waardoor meer toeristen naar dezelfde populaire plaatsen trekken.
Verschillende steden nemen maatregelen om te proberen de overlast te beperken, dit kan door een beperkt aantal bezoekers toe te laten, en toegangstickets te verplichten zoals in Venetië. Ook in Marseille, Firenze en op de site van Pompeï worden in 2024 maatregelen genomen.
Er komt meer en meer protest van inwoners tegen de overlast van toerisme. In 2016 kwamen inwoners van Venetië op straat voor een leefbare stad, in 2017 was dit in Barcelona het geval.  Ook in 2024 werd door duizenden geprotesteerd op Mallorca, in Barcelona, Málaga en op de Canarische Eilanden.